# Grimstad
Grimstad (escucharⓘ) es una ciudad y municipio de la provincia de Agder, Noruega. Pertenece a la región de Sørlandet. Tiene una población de 24 017 habitantes según el censo de 2021 y su centro administrativo es la ciudad de Grimstad. Otras localidades del municipio son Eide, Fevik, Fjære, Landvik, Prestegårdskogen, Reddal y Roresanden. 
La ciudad marítima pequeña está situada entre muchos islotes (Skjærgård). Es conocida sobre todo por haber albergado a los autores Henrik Ibsen y Knut Hamsun, el turismo doméstico en verano, ciclismo de competición y por albergar uno de los dos campus de la Universidad de Agder. Antes de partir de Grimstad en 1850, Ibsen se desempeñó como aprendiz del farmacéutico local, llamado Reimann, desde 1844 a 1847. El profundo conocimiento de Ibsen sobre la gente del lugar y sobre los alrededores se puede constatar en su poema Terje Vigen.

## Información general
La ciudad de Grimstad se estableció como municipio el 1 de enero de 1838. El 1 de enero de 1878, parte del municipio vecino de Fjære (población: 948) fue trasladado a Grimstad; nuevamente, el 1 de enero de 1960, otra parte de Fjære (pobl.: 344) fue trasladada a esta localidad. Por último, el 1 de enero de 1971, los municipios rurales de Fjære (pobl.: 6189) y Landvik (pobl.: 2781) se unieron a la ciudad de Grimstad (pobl.: 2794) para formar un municipio considerablemente más grande con una población total de 11 764 habitantes en el momento de la unión.

### Nombre
Cuando Noruega pertenecía al reino danés, el nombre original de la ciudad era Grømstad. Durante el registro de las ciudades y pueblos noruegos, el nombre se entendió mal y se convirtió en Grimstad.
La ubicación original de la ciudad era el puerto (nórdico antiguo: stoð) de la antigua granja Grøm.  El significado exacto de Grøm es incierto, pero deriva del nombre de un río Gró o Gróa que significa «el que crece».

### Escudo de armas
El escudo se concedió en 1899 y se basó en un sello de la ciudad que data de 1847. El escudo azul y amarillo presenta un bergantín como símbolo por la importancia de la industria pesquera y el transporte marítimo de la ciudad.

## Historia
Grimstad se encuentra dentro de los límites de la parroquia antigua de Fjære. Al parecer la ciudad se mencionó por primera vez como puerto en el siglo XVI. Cristián II (1513–1523), rey de Dinamarca y Noruega, intentó recuperar sus reinos ocho años después de que fue derrocado. Una tempestad dispersó su flota por la costa noruega, y el 24 de octubre de 1531, su tripulación se refugió en Grimstad. El 1 de julio de 1532, Cristián se rindió a su rival, el rey Federico I de Dinamarca, a cambio de una promesa de salvoconducto. El rey Federico I no cumplió su promesa y encarceló a Cristián hasta su muerte.
Hay registros de la existencia de una posada en Grimstad ya en el año 1607. En 1622, la ciudad se convirtió en un puerto reconocido abajo del pueblo de Arendal; en 1747, se la conocía como una comunidad de navegantes y como un lugar que era frecuentado por contrabandistas.
Durante las Guerras Napoleónicas, Inglaterra bloqueó a Noruega. En 1811, un bergantín inglés entró en el puerto para capturar a los corredores de bloqueo, pero fue expulsado y no regresó. John Frederik Classen, dueño de Frolands Værk (una herrería), obtuvo concesiones para exportar e importar a través de Grimstad y evitar Arendal y sus tasas de aduanas.  Grimstad recibió la categoría de ciudad del mercado en 1816.

## Educación
Grimstad alberga Drottningborg, un colegio secundario privado luterano que era un internado. En la ciudad también se encuentra Bibelskolen in Grimstad, una escuela bíblica privada luterana. Asimismo, acá se ubica la facultad de ingeniería de la Universidad de Agder y una residencia estudiantil llamada Grøm.

## Geografía
Grimstad es un municipio costero en la provincia de Agder que limita con Skagerrak. A su vez, el municipio limita con Arendal en el este, Froland y Birkenes en el norte y Lillesand en el oeste. Los lagos Syndle y Rore se encuentran en la parte norte del municipio y los lagos Landviksvannet and Reddalsvannet en la parte sur, cerca de Reddal.

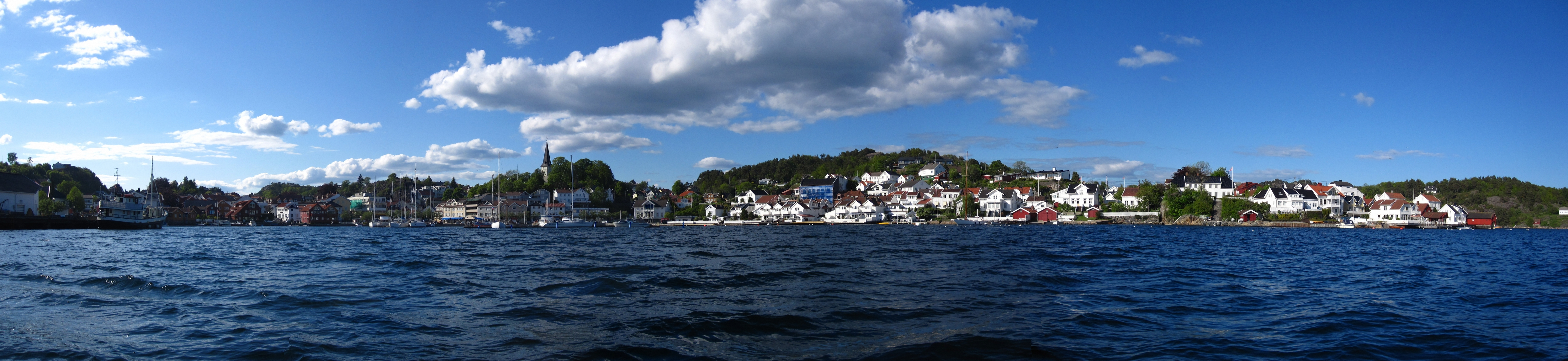
Vista del puerto de Grimstad.

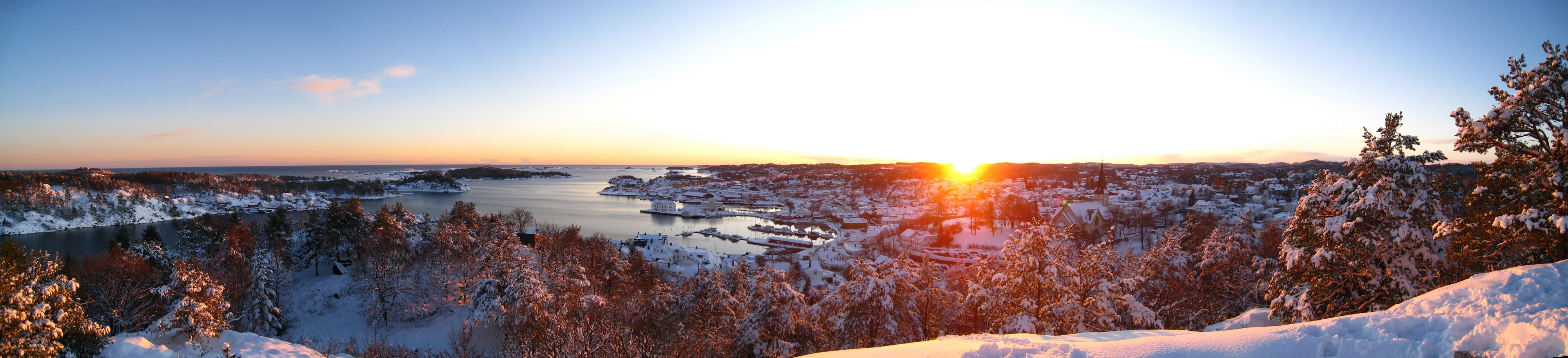
Vista de Grimstad desde el mirador de Binabben.

## Atracciones
El Museo de Ibsen, el Museo Marítimo, el Museo de la Ciudad y el Museo Noruego de Horticultura  son populares entre los turistas, así como también el gran número de exposiciones y conciertos que se realizan en la ciudad. A su vez, Grimstad es un destino popular para los veraneantes.
Durante el verano, Grimstad alberga el Festival de Cortometrajes de Noruega, que atrae a los amantes del cine que vienen desde lejos y cerca de la ciudad. Otra atracción popular es el Agder Teater en Fjæreheia, un escenario al aire libre ubicado en una cantera abandonada.
También se pueden hacer compras en Oddensenteret junto al puerto. (La vista desde Oddensenteret se ve en la foto panorámica más arriba).
El faro de Homborsund está ubicada dentro del municipio, al igual que la cervecería Nøgne Ø.

## Residentes destacados
- Roald Dahl (1916–1990), autor, visitaba a sus abuelos y veraneaba en Strand Hotel en Fevik en Grimstad.
- Tryggve Gran (1889–1980), explorador polar y pionero en aviación.
- Christopher Grigson (1926-2001) creador del microscopio electrónico de barrido.
- Knut Hamsun (1859–1952), autor.
- Sverre Hassel (1876–1928), explorador polar que acompañó a Roald Amundsen al Polo Sur
- Thor Hushovd (nacido en 1978), ciclista de carretera - Campeón del Campeonato Mundial de Ruta 2010, el primer noruego en ganar el maillot verde en el Tour de Francia, y el segundo noruego en ganar una etapa.
- Henrik Ibsen (1828–1906), dramaturgo, escribió su primer drama, Catalina, en Grimstad.
- Dag Otto Lauritzen (nacido en 1956), ciclista de carretera, fue el primer noruego en ganar una etapa en el Tour de Francia.
- Marius Nygaard Smith-Petersen (1886–1953), médico noruego-estadounidense y cirujano ortopédico.

### Hermanamiento de ciudades
Las siguientes ciudades y pueblos son gemelos de Grimstad:
- Billund, Dinamarca Meridional, Dinamarca
- Köping, Provincia de Västmanland, Suecia
- Asikkala, Finlandia Meridional, Finlandia